# Pregiudizio dello status quo
Nella finanza comportamentale, il pregiudizio dello status quo è la tendenza marcata a preferire lo status quo nell'effettuare le proprie decisioni. Samuelson e Zeckhauser furono i primi a coniare questo termine osservando il bias in una serie di esperimenti economici e dati statistici. Il bias consiste nel comportamento non "razionale"  di un individuo.
Daniel Kahnemann, Richard Thaler e Jack Knetsch hanno condotto degli ulteriori studi che analizzano questo effetto, e spiegano questa tendenza con una combinazione tra l'avversione alla perdita e l'effetto dotazione, due idee fondamentali nella teoria del prospetto.
Il pregiudizio dello status quo fu osservato nel contesto di assicurazioni e piani pensionistici.

## Esempio d'applicazione
Molto citato è il caso degli stati federati della Pennsylvania e del New Jersey che introdussero una assicurazione RC auto a polizza ridotta, però con un minore diritto di querelare in caso di danneggiamento. La legislatura dei due stati è differente. La differenza più importante era l'assicurazione standard. In Pennsylvania l'assicurazione con la polizza più alta (con pieno diritto di querela in caso di danneggiamento) era la polizza standard. In New Jersey i consumatori dovevano pagare una quota addizionale per assicurarsi il pieno diritto di querela.
Nel New Jersey solamente il 20 per cento degli assicurati scelse di pagare la quota addizionale mentre in Pennsylvania il 75 per cento degli assicurati scelse di non cambiare l'assicurazione mantenendo quella con la polizza più alta.